# 北海道道132号洞爺公園洞爺線
北海道道132号洞爺公園洞爺線（ほっかいどうどう132ごう とうやこうえんとうやせん）は、北海道有珠郡壮瞥町と虻田郡洞爺湖町を結ぶ道道（主要地方道）である。

## 概要
壮瞥町の国道453号交点から洞爺湖の東湖畔経由して洞爺湖町の北海道道66号岩内洞爺線交点を結ぶ。

### 路線データ
- 起点：北海道有珠郡壮瞥町字滝之町（国道453号交点）
- 終点：北海道虻田郡洞爺湖町洞爺町（北海道道66号岩内洞爺線・北海道道578号洞爺虻田線交点）
- 総延長：17.186 km
- 実延長：16.500 km
- 重用延長：0.686 km

### 道路管理者
- 胆振総合振興局 室蘭建設管理部 洞爺出張所

## 歴史
- 1993年（平成5年）
  - 4月1日 - 1095号として路線認定[1]。同日、一部が国道453号に昇格し、残る区間が全線重複する北海道道233号伊達洞爺線が廃止[2]。
  - 5月11日 - 建設省から、道道伊達洞爺線の一部が洞爺公園洞爺線として主要地方道に指定される[3]。
- 1994年（平成6年）10月1日 - 路線番号を132号に変更[4]。
- 2019年（平成31年）3月29日 - 新ルート開通[5]。

## 路線状況

### 重複区間
- 北海道道2号洞爺湖登別線（壮瞥町字滝之町 - 壮瞥町字壮瞥温泉）

### トンネル
- 東湖畔トンネル（463m）

## 地理

### 通過する自治体
- 胆振総合振興局
  - 有珠郡壮瞥町
  - 虻田郡洞爺湖町

### 交差する道路
壮瞥町
- 国道453号 - 字滝之町（起点）
- 北海道道2号洞爺湖登別線 - 字壮瞥温泉
- 北海道道560号仲洞爺留寿都線 - 字仲洞爺

洞爺湖町
- 北海道道66号岩内洞爺線 - 洞爺町（終点）
- 北海道道578号洞爺虻田線 - 洞爺町（終点）

### 沿線にある施設など
壮瞥町
- 壮瞥町滝之上キャンプ場
- 洞爺発電所
- 仲洞爺キャンプ場
- 洞爺湖芸術館